# يوم الاستقلال (الهند)

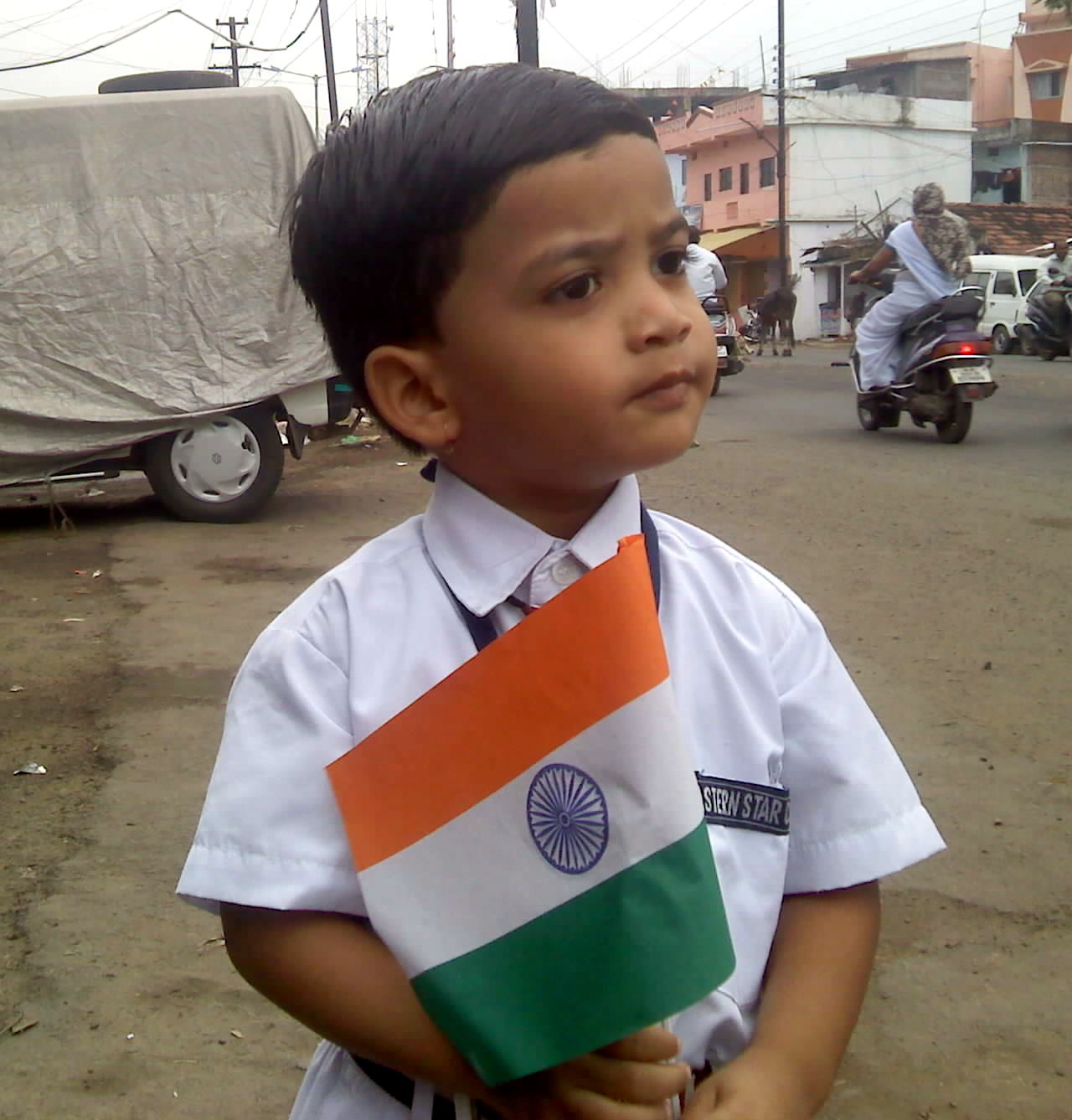
طفل يحمل العلم الوطني الهندي بمناسبة الاستقلال.

يوم استقلال الهند أو يوم الاستقلال الهندي، هو يوم أُعلن في ال 15 أغسطس 1947 عيدا لاستقلال الهند عن الحكم البريطاني. حيث حصلت الهند على استقلالها بعد حركات المقاومة الغير المسلحة والعصيان المدني التي قادها المؤتمر الوطني الهندي بقيادة مهاتما غاندي وجواهر لال نهرو، بفارق يوم واحد عن يوم الاستقلال (باكستان)، بما عرف سابقا بالهند الشمالية، كدولة مستقلة من دول رابطة الشعوب البريطانية من (دول الكومنولث).
تزامن هذا الاستقلال مع تقسيم الهند إلى حكومة الهند وحكومة الباكستان. وقد خلف هذا التقسيم الكثير من حركات العنف والتهجير حيث قتل ما بين 500 ألف إلى مليون شخص، بينما هجر ما يقارب العشرة ملايين بين الهند وباكستان.
منذ الاستقلال، واجهت الهند تحديات من العنف الديني، والانفصالي إما بفعل إرهابي أو من خلالل حركات التمرد الانفصالية الإقليمية، خاصة في ولاية جامو وشمال شرق الهند، إضافة إلى الصراع على ولاية كشمير مع باكستان، في التسعينيات. حيث استمرت النزعات المسلحة مع الباكستان في حروب ثنائية بين الفينة والأخرى بين سنوات 1947، 1971، 1965 و 1999.
هذا إضافة إلى إشكالية الحدود التي لم يتم حلها مع جمهورية الصين الشعبية، والتي تصاعدت أزمتها في عام 1962 لتصل إلى الحرب الصينية الهندية.
تعد الهند قوة اقتصادية وسياسية وبشرية صاعدة، ودولة نووية، حيث أصبحت قوة لا يستهان بها إقليميا ودوليا. فهي تملك ثالث أكبر جيش في العالم وتصنف التاسعة عالميا من حيث الإنفاق على القوة العسكرية.
أجرت تجربتها النووية الأولى في عام 1974، تلتها خمس تجارب أخرى في عام 1997.

## انقسام الأشقاء
يرى مؤيدي فكرة استقلال باكستان عن الهند أّنها خلّصت المسلمين الهنود من تعصّب الهندوس المتطرف، وتحكمهم في رقاب المسلمين، ويأتي في مقدمة هؤلاء الشاعر والأديب العالمي محمد إقبال الذي كان يؤيد فكرة إنشاء وطن للمسلمين في شمال شبه القارة الهندية.
وفي المقابل يرى بعض المفكرين والمعارضين لفكرة الانقسام، الذين عالجوا الموضوع من جوانب أخرى، كالمفكّر الجزائري مالك بن نبي الذي عارض بشدة انقسام الباكستان عن الهند، حيث رأي في كتابه «في مهب المعركة» بأن باكستان وفكرة انقسامها هي دافع وصنيعة استعمارية، لإضعاف شبه القارة الهندية وطموحاتها النهضوية مستقبليا سواء على الصعيد الإقليمي أو الدولي.
ويقول في ذلك بصريح العبارة: «إنّ باكستان في حقيقة الأشياء، لم تكن إلا الوسيلة التي أعدتها السياسة المعادية للإسلام التي تمتاز، بها بصورة تقليدية، أوساط المحافظين الإنكليز، أعدتها من أجل إحداث الانشقاقات المناسبة في جبهة كفاح الشعوب ضد الاضطهاد الاستعماري.».
و يبرّأ ساحة المسلمين والهندوس الذين قتلوا في الاضطرابات والقلاقل، محمّلا المخابرات الإنجنبية مسؤولية ما جرى قائلاً: «إنه مكر يبلغ ذروته، إذ استطاعت انكلترة بهذه الطريقة أن تترك الهند في حالة تمزق نهائي، إذ لا يفرق بين المسلمين والهندوك حدود جغرافية لا تستطيع انكلترة تلفيقها مهما كانت براعتها في التلفيق، ولكن يفرق بينهم حدود من الأحقاد ومن الدماء، ذهب ضحيتها الملايين من المسلمين والهندوس، كانوا ضحية المذبحة التي زجتهم فيها المخابرات الإنكليزية في الوقت المناسب».
حيث كان على الجميع الانتظار إلى أن يتم حل اشكالية القلاقل والمتعصبين بالوسائل الديموقراطية والقانونية من أجل مصلحة الوطن وشعوب دول الجنوب ككل.
يتطور موقف بن نبي في كتابه وجهة العالم الإسلامي ليضعنا أمام تحليل علمي دقيق لدواعِ نشوء باكستان حسب تصوره فيقول: «أما الوضع في الباكستان فيبدو لعين الناظر إليه أكثر استبهاماً واختلاطاً، والظاهر أن تشرشل كان يستهدف أهدافاً ثلاثة في الهند، وأنّه قد بلغها فعلاً. ولقد أراد أولاً أن يفوّت على الاتحاد السوفييتي سلاحاً قوياً من أسلحة الدعاية والإثارة، فماذا عسى أن يكون وضع الهند المستعمَرة على حدود الصين الشيوعية في حرب عالمية ثالثة...؟ لقد استطاع (الثعلب الهرم) أن ينشئ في شبه القارة الهندية منطقة أمان، وبعبارة أخرى: حجراً صحياً ضد الشيوعية، ولكنه عرف أيضاً كيف يخلق بكل سبيل عداوة متبادلة بين باكستان والهند، وكان من أثرها عزل الإسلام عن الشعوب الهندية من ناحية، والحيلولة دون قيام اتحاد هندي قوي من ناحية أخرى، ولقد بذل هذا السياسي غاية جهده لتدعيم هذه التفرقة، وتعميق الهوة بين المسلمين والهندوس، تلك الهوة التي انهمرت فيها دماء الضحايا، من أجل هذا التحرر الغريب، فكان الدم أفعل في التمزيق من الحواجز والحدود...»
لم يكن مالك بن نبي المعارض الوحيد لفكرة قيام دولة باكستان فهناك أيضاً المفكّر أبو الأعلى المودودي مؤسس الجماعة الإسلامية في باكستان ولكن معارضته كانت مبنيّة على أسباب مختلفة حيث كان المودودي من أشدّ المعارضين لفكرة الدولة القوميّة كما أنّ آراءه تقضي بعدم جواز التعامل معها أو لعب أيّ دور فيها، وبناءً على ذلك كان معارضاً لحزب المؤتمر القومي الهندي، لأنّه حزب قومي كما أنّه عارض قيام دولة باكستان في البداية خوفاً من تحوّل الهوية الإسلامية إلى هوية قومية تتضارب وتدفع كما دفع بذلك إلى صعود القومية الهندوسية بمقابل القويمة الإسلامية بباكستان، ولكن توقف عن مواقفه المعارضة بعد أن صارت حقيقة واقعة.
وقد ترتب عن هذا الانقسام قلاقل وحروب عدة ساهمت في تعقيد الأوضاع الاقتصادية وإعاقة المشاريع التمنوية، سواء بالنسبة للهند أو لباكستان أو لشبه القارة الهندية بشكل عام، ترتب عنها سلسلة من الحروب الثنائية والإقليمية بما يصطلح عليه الحروب الباكستانية الهندية.

## وصلات خارجية
- Indian Independence Day at Government of India website
- Indian Independence Day in موسوعة بريتانيكا Blog